# Trzemeszno
Trzemeszno este un oraș în Polonia.